# Кан Кон Ук
Кан Кон Ук (21 травня 1971) — південнокорейський хокеїст на траві.
Срібний призер Олімпійських Ігор 2000 року, учасник 1996 року.
Переможець Азійських ігор 1994, 2002 років, срібний призер 1998 року.